# 레미 드 구르몽
레미 드 구르몽(프랑스어: Remy de Gourmont, 1858년 4월 4일 ~ 1915년 9월 27일)은 프랑스의 시인·소설가·문학 평론가이다.
상징파의 잡지 〈메르키르 드 프랑스〉를 창간하였으며, 비평과 미학에 커다란 공적을 남겼다. 노르망디의 명문 출신이다. 26세 때 결핵의 일종인 낭창에 걸려 얼굴이 추해지자, 문 밖 출입을 하지 않고 고독한 생애를 보냈다. 그는 상징주의의 이론가일 뿐 아니라, 자유로운 입장에서 세련된 취미와 학식을 가지고 시·소설·평론을 썼다. 그의 대표적인 상징시인 〈낙엽〉은 전 세계에서 널리 읽혀지고 있다. 소설로는 《룩셈부르크의 하룻밤》, 평론집으로 《프랑스어의 미학》, 《문학 산책》등이 있다.